# Manfred Matusza
Manfred Matusza (* 18. Oktober 1944 in Burg auf Fehmarn) ist ein deutscher Wirtschaftswissenschaftler, Hochschullehrer und ehemaliger Kommunalpolitiker der CDU. Er war von 1994 bis 2002 Oberbürgermeister von Villingen-Schwenningen.

## Leben
Nach der Volksschule besuchte er von 1955 bis 1964 das Gymnasium in Oldenburg in Holstein, das er mit dem Abitur abschloss. Anschließend leistete er Wehrdienst bei den Fernmeldern. Die Bundeswehr verließ er 1966 mit dem Rang eines Leutnants der Reserve. Im Juni 2016 hat er den Aufsichtsratsvorsitz bei KWA übernommen.
Er lebt in Badenweiler.

## Wissenschaftliche Laufbahn
Ab 1966 studierte Matusza an der Eberhard Karls Universität Tübingen, von 1967 bis 1971 Volkswirtschaftslehre. Ab 1971 arbeitete er in Tübingen am Lehrstuhl von Ernst Arndt. 1974 erfolgte seine Promotion.
Matusza habilitierte sich 1981. 1981 bis 1987 lehrte und forschte er dort als Privatdozent. Seit 1987 ist er außerplanmäßiger Professor an der Universität Tübingen sowie Dozent an der Verwaltungs- und Wirtschaftsakademie Stuttgart und der Dualen Hochschule Baden-Württemberg Stuttgart.

## Politische Laufbahn
Ab 1982 war er Referent, später Referatsleiter im baden-württembergischen Ministerium für Wirtschaft, Mittelstand und Technologie. 1992 wechselte er unter Ministerpräsident Erwin Teufel, der Abgeordneter des Wahlkreises Villingen-Schwenningen war, in das Staatsministerium.
1987 kandidierte er zum ersten Mal für das Amt des Oberbürgermeisters in Villingen-Schwenningen. Die Wahl gewann jedoch erneut Gerhard Gebauer. Als 1994 Gebauer nicht mehr zur Wahl antrat, setzte Matusza sich durch. 2002 verzichtete er auf eine erneute Kandidatur, obwohl seine Wiederwahl als so sicher galt, dass die konkurrierende SPD auf die Aufstellung eines Gegenkandidaten verzichten wollte. Sein Nachfolger wurde Rupert Kubon (SPD).

## Werk (Auswahl)
- Entscheidungstheoretische Grundprobleme optimaler Kassenhaltung, Tübingen, Universität, Dissertation, 1974.
- Transmissionsprozeß und Effizienz der Geld- und Finanzpolitik. Ein theoretischer Beitrag zur Kontroverse zwischen Monetaristen und Fiskalisten, Habilitationsschrift, Tübingen, 1981.